# Никола Митрович
Никола Митрович (серб. Nikola Mitrović / Никола Митровић, нар. 2 січня 1987, Крушевац) — сербський футболіст, півзахисник угорського «Уйпешта».

## Ігрова кар'єра
Народився 2 січня 1987 року в місті Руевак. Вихованець футбольної школи клубу «Напредак» (Крушевац). Дорослу футбольну кар'єру розпочав 2004 року в основній команді того ж клубу, в якій провів три сезони, взявши участь у 101 матчі чемпіонату. Більшість часу, проведеного у складі «Напредака», був основним гравцем команди.
Своєю грою за цю команду привернув увагу представників тренерського штабу клубу «Партизан», до складу якого приєднався 2007 року. Відіграв за белградську команду наступний сезон своєї ігрової кар'єри, за результатами якого став чемпіоном Сербії та володарем національного кубку. Проте основним гравцем команди не став, через що перше коло сезону 2008/09 на правах оренди відіграв знову в рідному у «Напредаку». 
В грудні 2008 року, разом зі своїм партнером по команді Йосипом Проїчем, Митрович став гравцем клубу Першого дивізіону Росії «Волга», де провів наступний сезон, після чого повернувся в «Напредак» (Крушевац).
2010 року уклав контракт угорським з клубом «Уйпешт», у складі якого провів наступний рік своєї кар'єри гравця. Граючи у складі «Уйпешта» також здебільшого виходив на поле в основному складі команди.
З 2011 року два сезони захищав кольори іншого угорського клубу «Відеотон». Тренерським штабом нового клубу також розглядався як гравець «основи».
До складу клубу «Маккабі» (Тель-Авів) приєднався влітку 2013 року на правах вільного агента. Відіграв за тель-авівську команду 81 матчів в національному чемпіонаті.
Згодом протягом 2016–2019 років встиг пограти за китайський «Шанхай Шеньсінь», ізраїльський «Бней-Єгуда», кіпрський «Анортосіс», сербський «Напредак» (Крушевац), польську «Віслу» (Краків) та азербайджанську «Кешлу».
2019 року повернувся до Угорщини, уклавши контракт із «Залаеґерсеґом», а за рік удруге у кар'єрі став гравцем «Уйпешта».

## Досягнення
- Чемпіон Сербії: 2007/08
- Володар Кубка Сербії: 2007/08
- Володар Кубка угорської ліги: 2011/12
- Володар Суперкубка Угорщини: 2011, 2012
- Чемпіон Ізраїлю: 2013/14, 2014/15
- Володар Кубка Ізраїлю: 2014/15
- Володар Кубка Тото: 2014/15
- Володар Кубка Угорщини: 2020/21